# A-235反弹道导弹系统
A-235 PL-19 努多利 (俄語：Система А-235 / РТЦ-181М RTTs-181M  / Нудоль)是俄罗斯的第三代反弹道导弹系统与反衛星武器系统。 该系统用于保卫莫斯科地区。系统开发商是阿尔玛兹·安泰。用以替换1989年部署使用至今的A-135反弹道导弹系统。二者主要差异是A-235使用常规弹头并机动部署。努多利的名字来源于莫斯科州克林区的同名村庄。
使用升级过的顿河-2N雷达与测距雷达Don 2NP / 5N20P。制导系统类似于A-135。部署阵地未知。 根据2018年初报告，系统不会装备核弹头。莫斯科州的顿河-2N型雷达已经完成了现代化升级，可以探测到2200-3000公里外5厘米*5厘米的高空目标，或以2米的精度探测3700公里外的弹道导弹。A-235系统2018年底将在莫斯科周边部署。

A-235将部署三种不同射程的导弹：
- 基于51T6的远程导弹，射程1500，射高800,000 m;
- 基于58R6改进型的中程导弹，射程1000，射高120,000 m;
- 53T6M (45T6)[9]近程导弹是PRS-1 (53T6 “瞪羚”)的现代化版。[10]，射程350 km，射高40,000-50,000 m.[來源請求]

## 项目总体状态
作为军事专家，预备役上校 M. Hodarenok 指出：“A-235 将是导弹防御系统的经典版本。 MIC 亲自向我介绍了该系统：“工作正在完成，而且非常成功。”此外，据专家介绍，由于该项目的保密性，目前无法获得有关 A-235 系统的准确信息，但可以假设在 战术和技术任务：首先，该系统必须能够进行非核拦截，因为早期的反导项目配备了核弹头，这大大缩小了其可能使用的范围，而且使用反-带有特殊费用的导弹 Eski 意味着 核战争 并消除在 有限的武装冲突 和其他此类情况；其次，系统必须是可移动的，没有与任何物体或中心的刚性绑定；第三，它必须在至少 500-750 公里的高度提供拦截，即在 低地球轨道 